# Башмачок тибетский
Башмачо́к тибе́тский (лат. Cypripedium tibeticum) — вид травянистых растений семейства Орхидные.
Китайское название: 西藏杓兰 (xi zang shao lan).
Относится к числу охраняемых видов (II приложение CITES).

## Синонимы
По данным Королевских ботанических садов в Кью:
- Cypripedium macranthos var. tibeticum (King ex Rolfe) Kraenzl., 1897 basionym
- Cypripedium corrugatum Franch., 1894
- Cypripedium corrugatum var. obesum Franch., 1894
- Cypripedium lanuginosum Schltr., 1919
- Cypripedium compactum Schltr., 1922, nom. illeg.
- Cypripedium froschii Perner, 1999
- Cypripedium tibeticum var. froschii (Perner) Eccarius, 2009

## Распространение и экология
Бутан, Индия (Сикким), Китай (Ганьсу, Гуйчжоу, Сычуань, Тибетский автономный район, Юньнань)
Разреженные леса, луга, травянистые склоны, и «карманы» с гумусом на каменистых склонах, на высотах от 2300 до 4200 метров над уровнем моря.
Как правило, встречается на относительно открытых и хорошо освещённых участках, обдуваемых прохладными ветрами.
pH почвы от 6,5.
В западной части Китая среди опылителей отмечены шмели: Bombus lepidus, Bombus lucorum и Bombus hypnorum. Предполагается, что шмелей привлекает слабый сладкий фруктовый аромат (этилацетат) и отверстие губы имитирующий вход в гнездо. Отмечено, что матки являются более эффективными опылителями, чем рабочие. 
Учитывая, что цветы Cypripedium flavum опыляются рабочими шмелями, а Cypripedium smithii и Cypripedium tibeticum матками, исследователи предполагают, что приспособление к опылению насекомыми с определенными размерами тела является основой репродуктивной изоляции между Cypripedium tibeticum и Cypripedium flavum и увеличивает вероятность естественной межвидовой гибридизации Cypripedium tibeticum с Cypripedium smithii.

## Ботаническое описание

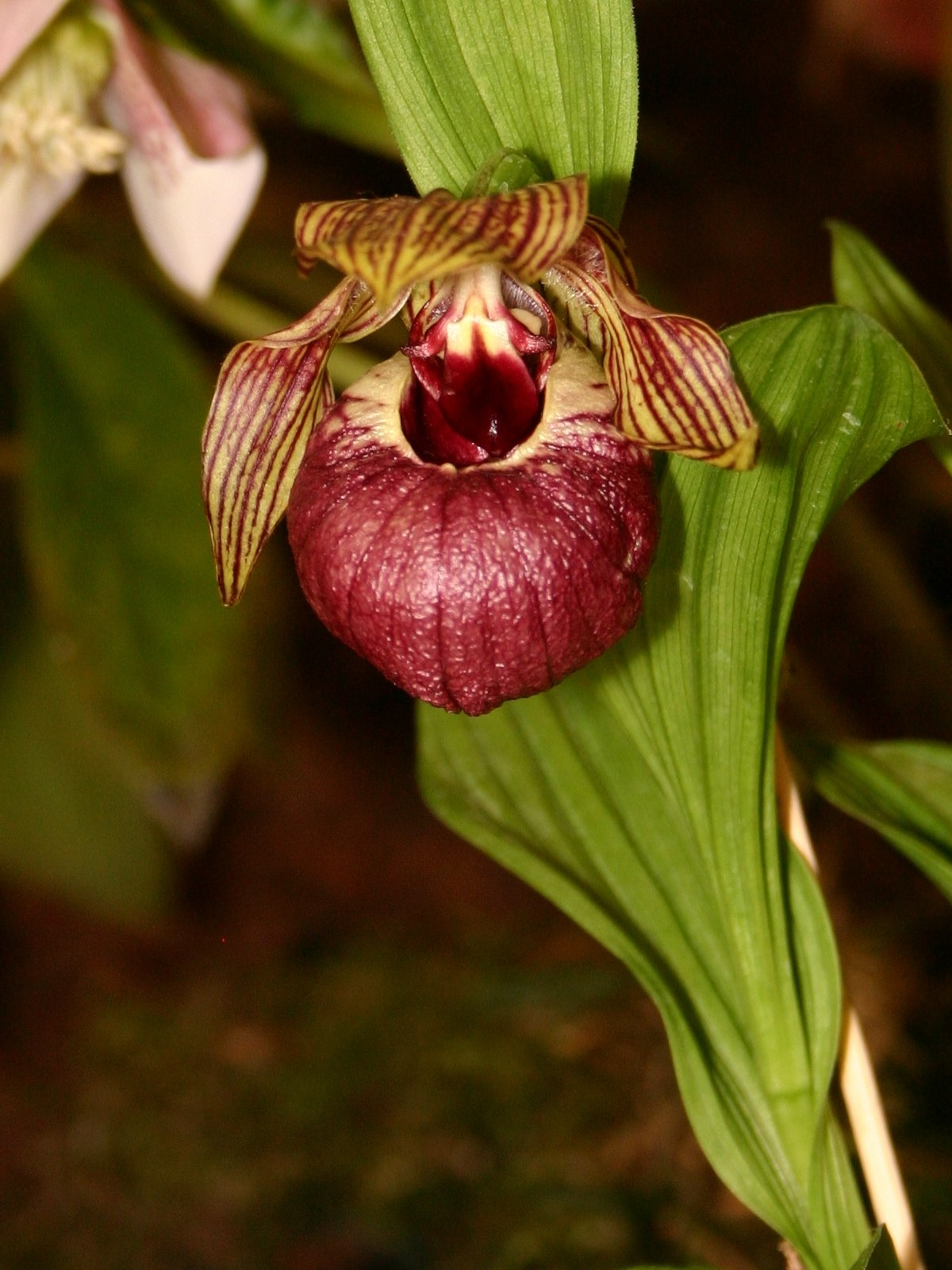

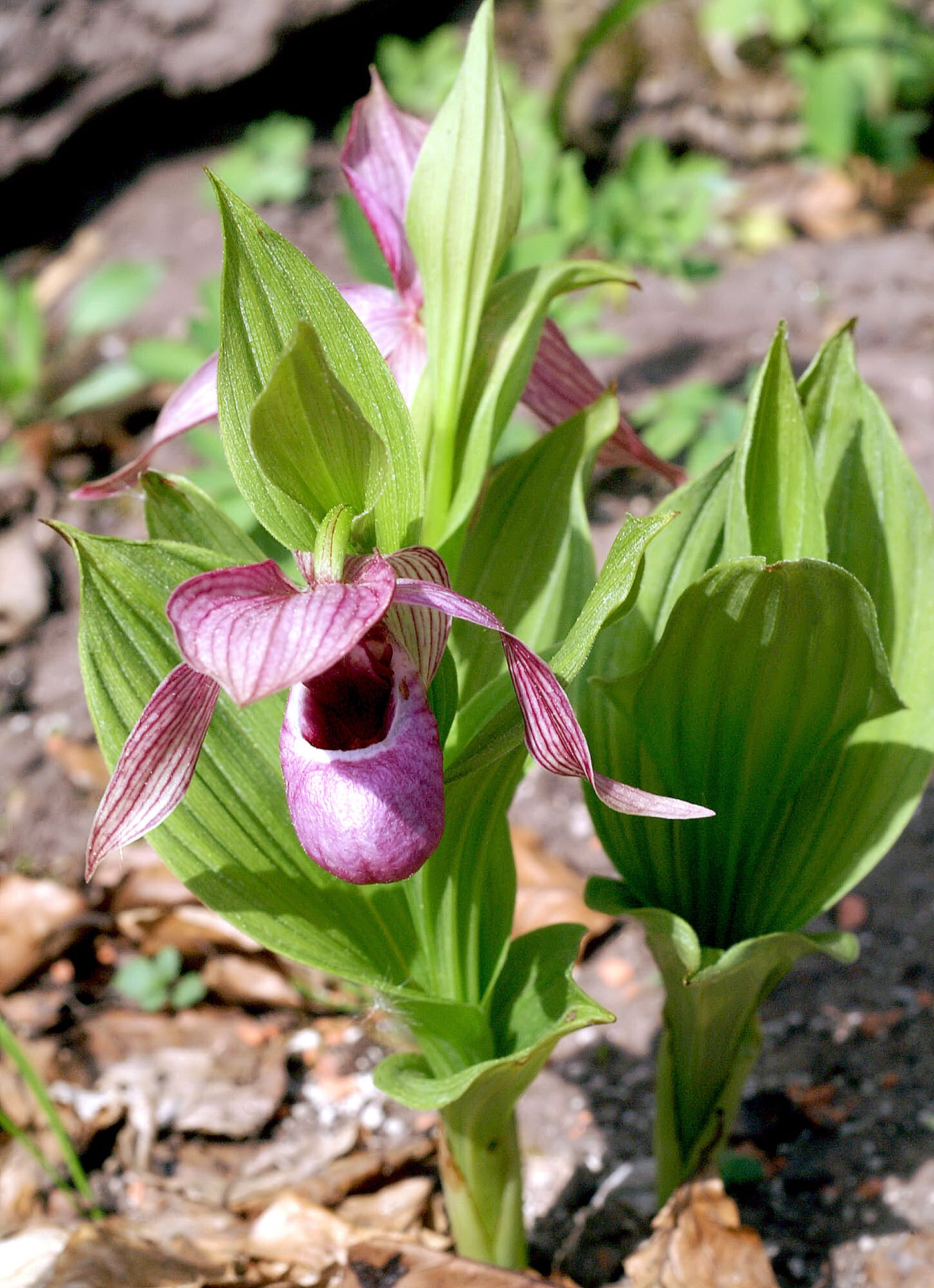

Травянистые многолетники высотой 15—35 см. В культуре, некоторые клоны могут достигать 40 см.
Корневище толстое, ползучее.
Стебель прямой, голый или опушённый вблизи верхних узлов.
Листьев 3, реже 2 или 4. Эллиптические, овально-эллиптические, или широкоэллиптические, 8—16 × 3—9 см, голые или редко опушённые, вершины острые или тупые.
Цветок одиночный, появляется до полного развития листьев.
Цветок большой, чашелистики и лепестки белые или желтые, с полосками от фиолетового до глубокого темно-бордового, Губа обычно тёмно-бордовая, 4—6 × 4 — 5,5 см, внешняя поверхность часто морщинистая. Парус эллиптический или овально-эллиптический, 3—6 × 2,5—4 см. Лепестки ланцетные или продолговато-ланцетные, 3.5—6.5 × 1.5—2.5 см. Стаминодий продолговато-яйцевидный, 1,5—2 × 0.8—1.2 см.
Плод — коробочка.
Цветёт в мае—августе.
Число хромосом: 2n = 20.
Некоторые формы можно спутать с Cypripedium calcicolum. Башмачок тибетский как правило, имеет более голубовато-зелёные листья, которые относительно равномерно распределены по толстому стебелю, а Cyp. calcicolum желтовато-зелёные. Оба вида могут как иметь опушение на верхней части стебля, так и не иметь.

## Естественныегибриды
По данным Королевских ботанических садов в Кью:
- Cypripedium ×wenqingiae Perner, 1998 =(Cypripedium farreri × Cypripedium tibeticum)

## В культуре
Башмачок тибетский широко распространённый, но пока ещё редкий в коллекциях и трудный для выращивания вид. Относится к секции Macrantha, которая помимо него включает Cypripedium tibeticum, Cypripedium macranthos, Cypripedium calcicolum, Cypripedium franchetii, Cypripedium froschii, Cypripedium himalaicum, Cypripedium ludlowii и Cypripedium yunnanense, из этой группы наиболее простым в содержании считается Cypripedium macranthos, т.к. только он не является горным растением и приспособлен к климатическим условиям равнин.
Зоны морозостойкости (USDA-зоны): 3—8. Зимнее мульчирование желательно в зонах 3—4. Необходима защита от зимнего замокания.
Почва бедная, хорошо дренированная, не должна пересыхать в течение всего лета. Большую часть почвенной смеси рекомендуется составлять из неорганических материалов (агроперлит, керамзит, мелкие кусочки лавы, мелкая галька). Наличие луж образующихся от таяния снега весной может привести к гибели растений.
Посадка может осуществляться, как в открытый грунт, так и в горшки, которые до деления растения, или только на время зимовки закапывают в грунт сада.
Без полноценной зимовки с температурами ниже нуля градусов растения могут погибнуть. По сообщениям некоторых коллекционеров, зимовку тибетского башмачка можно осуществлять в холодильнике, при температуре 1,5—4,5°С в течение 4—5 месяцев.
Семенное размножение малорезультативно. Пыльца тибетского башмачка часто используется при создании гибридов с большими цветками тёмно-красного цвета. Гибриды отличаются хорошим ростом и перспективны в качестве садовых растений.
Может выращиваться в открытом грунте в условиях Московской области, но цветёт не так охотно, как Cypripedium flavum и вероятно более светолюбив. В Солнечногорском районе Московской области разрастается слабо, цветёт не регулярно. Почва – бедный органикой (гумус по Тюрину 4,65%, подвижный азот 1,47 мг на 100 г) тяжёлый суглинок, разрыхлённый добавкой крупного песка и некислого торфа и известкованный (pH солевой вытяжки 6,7). 1/3 дня место посадки находится в неплотной тени.

## Грексы созданные с участием Башмачка тибетского
По данным The International Orchid Register, на январь 2012 года.
- Ann Elizabeth =(Cypripedium tibeticum × Cypripedium franchetii) Corkhill 2010
- Axel =(Cypripedium parviflorum × Cypripedium tibeticum) S. Malmgren 1998. 
Цветки большого размера. Недостатком сорта является относительно медленный рост молодых растений[17].
- Bill =(Cypripedium pubescens × Cypripedium tibeticum) W. Frosch 2004
- Eurasia =(Cypripedium macranthos × Cypripedium tibeticum) Keiichi Nakamura 2005
- Henric =(Cypripedium macranthos var. hotei-atzumorianum × Cypripedium tibeticum) Malmgren 2010
- hybrid b естественный гибрид =(Cypripedium tibeticum × Cypripedium himalaicum)
- Jose =(Cypripedium reginae × Cypripedium tibeticum) Moors 2007
- × froschii естественный гибрид =(Cypripedium tibeticum × Cypripedium yunnanense)
- Lucy Pinkepank =(Cypripedium kentuckiense × Cypripedium tibeticum) H. Pinkepank 1998
- Patrick Pinkepank =(Cypripedium pubescens f. planipetalum} × Cypripedium tibeticum) H. Pinkepank 1998
- Pixi =(Cypripedium calceolus × Cypripedium tibeticum) P. Corkhill 2003. 
Хорошо растёт в культуре. Высота растений 35—40 см. Достаточно распространённый грекс[17].
- Theophanu =(Cypripedium Sabine × Cypripedium tibeticum) K.D.Schmidt 2011
- Tilman =(Cypripedium fasciolatum × Cypripedium tibeticum) W. Frosch 2005
- Til Eulenspiegel =(Cypripedium shanxiense × Cypripedium tibeticum) Pinkepank 2005
- Vilma =(Cypripedium Tower Hill × Cypripedium tibeticum) Malmgren 2010
- Judith =(Cypripedium reginae × Cypripedium Tilman) Corkhill, 2006
- × wenqingiae естественный гибрид =(Cypripedium farreri × Cypripedium tibeticum)
- Wim =(Cypripedium henryi × Cypripedium tibeticum) Moors 2007